# Plena Edad Media de la península ibérica

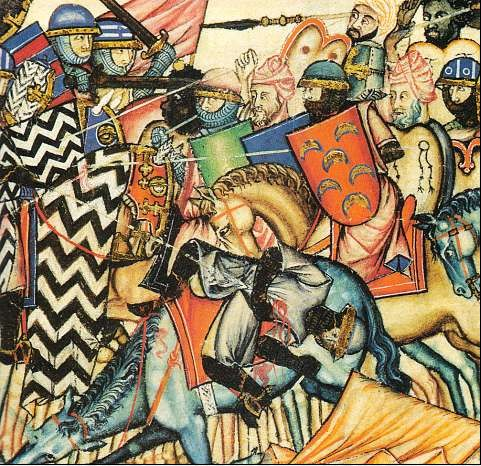
Miniatura de las Cantigas de Santa María que representa una batalla entre cristianos y musulmanes.

La Plena Edad Media de la península ibérica abarca los siglos XI al XIII. Durante este periodo de la Plena Edad Media las relaciones entre las dos formaciones sociales en que se dividía la península ibérica desde hacía tres siglos, la cristiana y la musulmana, experimentaron un vuelco radical, pues si hasta entonces los Estados cristianos del norte se habían limitado a sobrevivir ante la superior potencia económica, política y militar de Al-Ándalus ―con unas fronteras prácticamente estabilizadas desde el siglo IX― a partir del 1031, fecha en que desaparece el Califato de Córdoba, inician una ofensiva que en 250 años va a reducir Al-Ándalus al pequeño reino nazarí de Granada. Esta expansión tan extraordinaria formó parte de un movimiento europeo más amplio fruto de la consolidación de las sociedades feudales, pues coincide con la penetración alemana al Este del río Elba y con las Cruzadas a Tierra Santa.

## Al-Ándalus: reinos de taifas e imperios almorávide y almohade

Reinos de taifas hacia 1080.

Conforme se fue produciendo la desintegración del Califato de Córdoba, se fueron formando varios estados islámicos independientes que tenían como centro a las principales ciudades de Al-Ándalus (Zaragoza, Sevilla, Granada, Valencia, Badajoz, Toledo, Murcia, Denia, Almería, Málaga, Córdoba), y que las crónicas llamarán «reinos de taifas» ('banderías', 'facciones'). Cada uno de estos «reinos» reproducirán la organización fuertemente centralizada del Califato y sus capitales respectivas intentarán emular a la Córdoba califal, en su esplendor cultural y artístico. Sin embargo, su división les hará más débiles militarmente frente a los reinos cristianos del norte, a los que tendrán que pagar parias para evitar ser atacados.
Para hacer frente a la expansión de esos reinos cristianos y tras la ocupación en 1085 de Toledo por el rey castellano Alfonso VI  ―«el primer núcleo de importancia en cambiar de manos desde 711»―, los «reinos de taifas» recurrieron a la ayuda de los almorávides ―los miembros de un movimiento religioso y militar islámico que había surgido en el siglo XI en el norte de África donde había fundado un imperio con capital en Marraquech y que defendía una interpretación rigurosa del islam―. En 1086 cruzaron el estrecho y derrotaron a Alfonso VI, aunque no pudieron recuperar Toledo. Poco a poco el emir Yusuf ibn Tasufin fue incorporando al imperio almorávide todas las taifas de al-Ándalus, incluida la de Valencia, que entre 1094 y 1099 había estado bajo el poder de un noble desterrado de Castilla, llamado Rodrigo Díaz de Vivar, y que los musulmanes conocían como ‘’El Cid". Según Julio Valdeón, «el rasgo predominante de esta nueva fase de la historia de al-Ándalus fue el rigorismo, lo que se tradujo, entre otros aspectos, en la persecución de las minorías de mozárabes y judíos».
El Imperio almorávide sólo subsistió durante la primera mitad del siglo XI al no poder hacer frente a la expansión de los reinos cristianos del norte ―que en 1118 se apoderaban de Zaragoza― y como resultado del rechazo que suscitó su rigorismo religioso entre los propios musulmanes. Fue así como volvieron a reconstruirse los reinos de taifas, aunque todo ello fue aprovechado por los reinos cristianos del norte para dar un nuevo impulso a su expansión: Tortosa, Lérida, Lisboa,... son ocupadas por ellos.
Las «segundas taifas» pronto cayeron bajo el dominio de otro imperio surgido también al otro lado del estrecho: el imperio almohade. Se trataba de un nuevo movimiento religioso bereber, surgido en el siglo XII, y que era partidario de una observancia estricta de los principios del Islam ―almohade significaba «defensor de la unidad de Dios»―. Su líder, Abd al-Mumin, había puesto fin al imperio almorávide ocupando su capital en 1147, y se había llegado a proclamar califa, extendiendo sus dominios hasta Trípoli, en Libia. Hacia 1170 los almohades se apoderaron de todas las taifas de Al-Ándalus y situaron su capital en Sevilla. Hizo falta la unión de tres estados cristianos ―Castilla, Aragón y Navarra― para derrotarlos en la batalla de las Navas de Tolosa de 1212.
A partir de esa fecha los territorios de Al-Ándalus ―las terceras taifas― fueron cayendo en poder de los reinos cristianos. En 1238 el rey aragonés Jaume I entraba en Valencia. Diez años después Fernando III de Castilla y León entraba en Sevilla. Sólo consiguió sobrevivir el pequeño reino nazarí de Granada como último reducto de Islam andalusí ―subsistirá hasta 1492―. Según Eduardo Manzano Moreno, «el desplome andalusí de los años treinta y cuarenta del siglo XIII» se debió, más que al impacto de la victoria cristiana en las Navas de Tolosa, a la crisis del Imperio Almohade que se inició con el asesinato a fines de 1213 del califa Muhámmad an-Násir. Así, no fue casual «que las grandes campañas aragonesas y castellanas tomaran cuerpo después de 1228, año de la desaparición de la administración almohade en al-Andalus».

## La expansión de los reinos cristianos: «reconquista» y «repoblación»
Eduardo Manzano Moreno ha cuestionado el uso de los términos «reconquista» y «repoblación» para referirse a la expansión de los reinos cristianos a costa de Al-Ándalus. El primero presupone equivocadamente la continuidad entre esos estados y la Monarquía visigoda anterior a la conquista musulmana de la península ibérica, con lo que Al-Ándalus habría sido simplemente un paréntesis histórico en la evolución peninsular. El segundo abunda en esta idea y además añade la noción de que Al-Ándalus «fue convenientemente borrado de manera súbita y radical después de la ocupación cristiana». Así, Manzano Moreno propone abandonar el binomio «reconquista»/«repoblación» para referirse a la expansión cristiana, lo que «no implica ―matiza― que la ocupación de enclaves y territorios no alterara sustancialmente situaciones previas, ni que hubiera importantes abandonos de ciertos enclaves, ni que, en fin, se impusieran formas de encuadramiento nuevas que acabaron configurando los caracteres presentes en las sociedades bajomedievales. Hubo, pues, ciertas continuidades, pero también cambios dramáticos, y estos últimos no hicieron más que incrementarse con el paso del tiempo hasta llegar a hacer irreconocible la antigua sociedad andalusí».

### La expansión castellano-leonesa y portuguesa

#### Conquista y ocupación de laExtrema Durii(segunda mitad delsigloXI)
La conquista de las tierras «más allá del Duero» ("Extrema Durii”) la inicia el rey Fernando I de Castilla y León con la ocupación entre 1055 y 1064 de importantes plazas estratégicas en el oeste (Viseu, Lamego y Coímbra), pero el paso decisivo lo dio su hijo Alfonso VI con la espectacular ocupación de Toledo en 1085. Alfonso VI llegó a proclamarse a raíz de esta conquista, "imperator totius Hispaniae”. A partir de ese momento la cordillera del Sistema Central se convierte en la nueva línea fronteriza del reino castellano-leonés, con Toledo como avanzada.
La Extrema Durii era una zona que se hallaba prácticamente despoblada, por lo que para proceder a su repoblación los reyes castellano-leoneses crearon diversos concejos (Segovia, Ávila, Salamanca,...) que eran la cabeza de un amplio territorio o alfoz en el que se diseminaban numerosas aldeas. El conjunto del concejo-madre y el alfoz constituyó la comunidad de villa y tierra, que recibió de los monarcas generosos fueros ―tomando como modelo el fuero de Sepúlveda de 1076― para atraer pobladores y asegurar así la frontera. Allí se desarrolló una típica «sociedad de frontera», dirigida por señores y caballeros, que corrían con el peso principal de las tareas militares, mientras que los "pecheros" o "peones" se dedicaban al cultivo de la tierra o al cuidado del ganado, guerreaban en las milicias concejiles ―en posiciones subordinadas a los «caballeros»― y cargaban con todo el peso de los tributos. Una de las actividades económicas principales de estos concejos será la ganadería, aprovechando los pastos de la sierra próxima y la facilidad de movilizar el ganado en caso de ataque.

#### Conquista y ocupación del valle de Tajo (sigloXII)

La península ibérica en 1150.

Solo a raíz de la descomposición del Imperio almorávide se produjeron avances significativos como la ocupación de Coria en 1142 y la penetración hasta Calatrava (1146), por parte de Castilla y León, y como la conquista de Lisboa, por parte del reino de Portugal ―el condado Portucalense, gobernado desde el siglo XI por una dinastía hereditaria propia, se había independizado del Reino de León en 1139 cuando su conde Afonso Henriques se intituló "Portucalensium rex"―. Fue a partir de entonces cuando se pudo consolidar la repoblación del valle del Tajo.
En el valle del Tajo de nuevo la forma de ocupación fueron los concejos, asentados sobre las ciudades musulmanas (Atienza, Medinaceli, Guadalajara, Madrid, Maqueda, Talavera, Coria), y como los de la Extrema Durii fueron dotados de un amplio alfoz y los reyes les concedieron fueros similares. Diferente fue el caso de la ciudad de Toledo, que gozó de un régimen especial desde que fue entregada a Alfonso VI por sus habitantes, basado en el compromiso de respetar sus vidas, sus propiedades y sus creencias, por lo que aquí se produjo una superposición de dos poblamientos, el originario ―integrado por musulmanes, mozárabes y judíos― y el cristiano del norte que se asentó a raíz de la conquista.

#### Conquista y ocupación de valle del Guadiana (siglos XII-XIII)
La ocupación del valle del Guadiana no se pudo consolidar hasta la decisiva batalla de las Navas de Tolosa en 1212 que supuso el principio del fin del Imperio almohade. A partir de esa fecha, mientras Alfonso IX de León ―los reinos de Castilla y León se habían separado a la muerte en 1157 de Alfonso VII― progresaba por el territorio de la actual Extremadura ―tomas de Cáceres (1227), y Mérida y Badajoz (1230)—, Fernando III de Castilla ocupaba La Mancha. (Por otro lado, la expansión castellana durante este período no se limitó a Al-Ándalus sino que también se dirigió hacia el pequeño reino de Navarra, al que arrebató La Rioja, Guipúzcoa, Álava y la parte oriental de Vizcaya).
En la ocupación del valle del Guadiana se volvió a recurrir al sistema concejil, pero los reyes entregaron amplios territorios a las Órdenes Militares, especialmente en La Mancha, una región muy poco poblada. Para atraer nuevos pobladores se les ofrecieron condiciones ventajosas, como la entrega de una heredad o "quiñón" de tierra laborable, a cambio de la obligación de residir y de pagar los correspondientes pechos. También aquí la ganadería lanar fue muy importante.

#### Conquista y ocupación del Alentejo, del valle del Guadalquivir y de Murcia (sigloXIII)
La victoria de las Navas de Tolosa sobre los almohades en 1212 fue el punto de inflexión que modificó el relativo equilibrio que habían mantenido hasta entonces en el terreno militar los cristianos y los musulmanes en la Península. Los primeros en completar la ocupación de los territorios musulmanes fueron los reyes portugueses que aseguraron su dominio sobre las tierras "más allá del Tajo" (Alentejo), alcanzando el bajo valle del Guadiana entre 1230 y 1239. De esa forma arrinconaron a los musulmanes en el extremo sudoccidental peninsular (Algarve) que acabarán dominando con la toma de Faro en 1249.

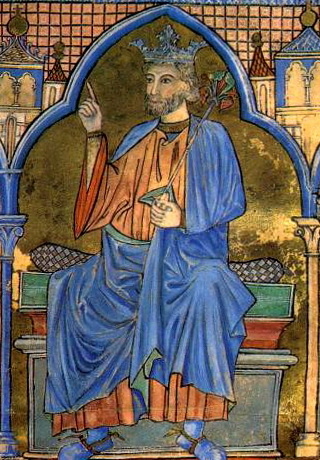
Fernando III de Castilla y León en una miniatura de un códice conservado en la catedral de Santiago de Compostela.

La conquista del valle del Guadalquivir fue obra de Fernando III de Castilla y León ―en 1217 había sido proclamado rey de Castilla por su madre Berenguela y 1230 había heredado el reino de León al morir su padre Alfonso IX de León, unificando así definitivamente los dos reinos―. En 1236 Fernando III ocupó Córdoba, y más tarde  Jaén (1246). Finalmente Sevilla, la capital del imperio almohade, fue conquistada en 1248. Mientras tanto el príncipe Alfonso ―el futuro rey Alfonso X el Sabio― entraba en Murcia en 1243 a consecuencia del pacto de vasallaje respecto de Castilla firmado por el señor local. Por último, la ocupación del Bajo Guadalquivir ―completada en 1262 con la toma de Huelva y en 1263 con la toma de Cádiz― será obra de Alfonso X.
Los monarcas castellano-leoneses se encontraron con un obstáculo muy serio para proceder a la «cristianización» lo más rápida y profunda posible del territorio: que el poblamiento musulmán en la Andalucía Bética era muy denso. Allí donde la resistencia había sido muy dura, caso, por ejemplo, del reino de Jaén, se procedió sin más a expulsar a la población musulmana. Pero incluso en las zonas en que las huestes castellano-leonesas no habían encontrado mucha oposición se obligó a los musulmanes a abandonar las ciudades, permitiéndoles residir en el campo. Los bienes de los musulmanes que huyeron o de los que fueron forzados a la emigración fueron ofrecidos a los repobladores que acudieron a las tierras recién ganadas. Y también amplias extensiones de tierras fueron concedidas a magnates y a la Iglesia que habían participado en la conquista. De ahí que el sistema predominante en la repoblación de la Andalucía Bética fuese el de los repartimientos, es decir, la entrega de casas y tierras, realizada por comisiones nombradas al efecto, entre quienes se decidían a instalarse en los territorios que acababan de ser incorporados a la Corona de Castilla. En cambio, las zonas de frontera más peligrosas ―las cercanas al reino nazarí de Granada, que logró subsistir― fueron encomendadas preferentemente a las Órdenes Militares. Asimismo se potenciaron los concejos, organizados sobre la base de las ciudades musulmanas (Baeza, Úbeda, Andújar, Jaén, Córdoba, Écija, Carmona, Sevilla, Jerez, Arcos, Cádiz, etc.).
En cuanto a Murcia, inicialmente Fernando III y Alfonso X respetaron el pacto de vasallaje firmado en 1243, por lo que el sistema del repartimiento sólo se aplicó allí después de la revuelta de los musulmanes de 1264-1266 ―que para sofocarla tuvo que acudir el rey aragonés Jaime I en ayuda del rey castellano Alfonso X, que estaba ocupado en acabar con el foco andaluz― y que supuso, como en Andalucía, su expulsión del territorio. Así, magnates, Órdenes militares y la Iglesia recibieron importantes donadíos. Pero la repoblación de Murcia, como la de Andalucía tras la revuelta mudéjar, tropezó con muchas dificultades, ya que la creciente partida de musulmanes hizo disminuir la fuerza de trabajo disponible. (En 1304 por la Sentencia Arbitral de Torrellas, también conocida como concordia de Agreda, el extremo oriental del Reino de Murcia ―Alicante, Elche, Orihuela― se incorporó al Reino de Valencia).

### La expansión catalano-aragonesa

#### Conquista y ocupación del valle del Ebro y de laCataluña Nueva
En el siglo XI los condados catalanes, bajo la hegemonía del de Barcelona, limitaron su expansión a la realización de incursiones por tierras musulmanas que les permitieran cobrar unas cuantiosas parias a los reinos de taifas de Lérida, Zaragoza y Tortosa y más ocasionalmente a los de Valencia, Denia y Murcia. Por todo ello la vieja frontera de la Catalunya Vella se mantuvo prácticamente sin alteraciones. Cuando a principios del siglo XII los almorávides reunificaron los reinos de taifas y pusieron fin a las parias, el conde de Barcelona Ramón Berenguer III (1096-1131) se lanzó a la conquista de lo que constituirá la Catalunya Nova ―la Cataluña situada más allá del río Llobregat―. En 1129 es tomada Tarragona.
Por su parte los reinos de Pamplona y de Aragón, que entre 1076 y 1134 compartieron los mismos reyes, iniciaron la conquista del valle del Ebro, dominado por la taifa de Zaragoza, cuando esta dejó de pagar las parias ―que habían comenzado cuando el reino de Pamplona se aseguró el control de La Rioja con la toma de Calahorra en 1045―. Así en el último cuarto del siglo XI y principios del siglo XII van ocupando de manera gradual y sistemática los diferentes puntos de apoyo que les aseguren el control del Valle ―Graus (1083), Monzón (1089), Huesca (1096), Barbastro (1100), Egea (1105), Tamarite (1107)― hasta culminarlo con la conquista de Zaragoza en 1118 por Alfonso I el Batallador. Después irán cayendo en la otra orilla del Ebro Tarazona (1119), Calatayud (1120), Daroca (1120), Cutanda (1120), Alcañiz (1124) y Molina (1128).

#### Nacimiento y expansión de la Corona de Aragón en elsigloXII
A la muerte de Alfonso I el Batallador en 1134 se planteó un grave problema sucesorio, al no tener éste descendientes, que fue resuelto de forma distinta en los dos reinos que estaban bajo su soberanía, pues mientras en Pamplona los nobles eligieron como rey a uno de ellos, García Ramírez de Pamplona, en Aragón intervino activamente el conde de Barcelona, Ramón Berenguer IV, que logró que el reino pasara a sus manos en 1137 al concertarse su matrimonio con Petronila, hija recién nacida de Ramiro II de Aragón, hermano del Batallador. Se produjo así la unión dinástica de los dos Estados, una confederación llamada Corona de Aragón, que nace al comprometerse los condes de Barcelona a respetar las leyes e instituciones propias del Reino de Aragón. Ramón Berenguer no adoptó el título de rey sino el de «príncipe de los aragoneses» por lo que fue el hijo que tuvo con Petronila, Alfonso II, el primer soberano común que heredó los títulos de rey de Aragón y de conde de Barcelona.

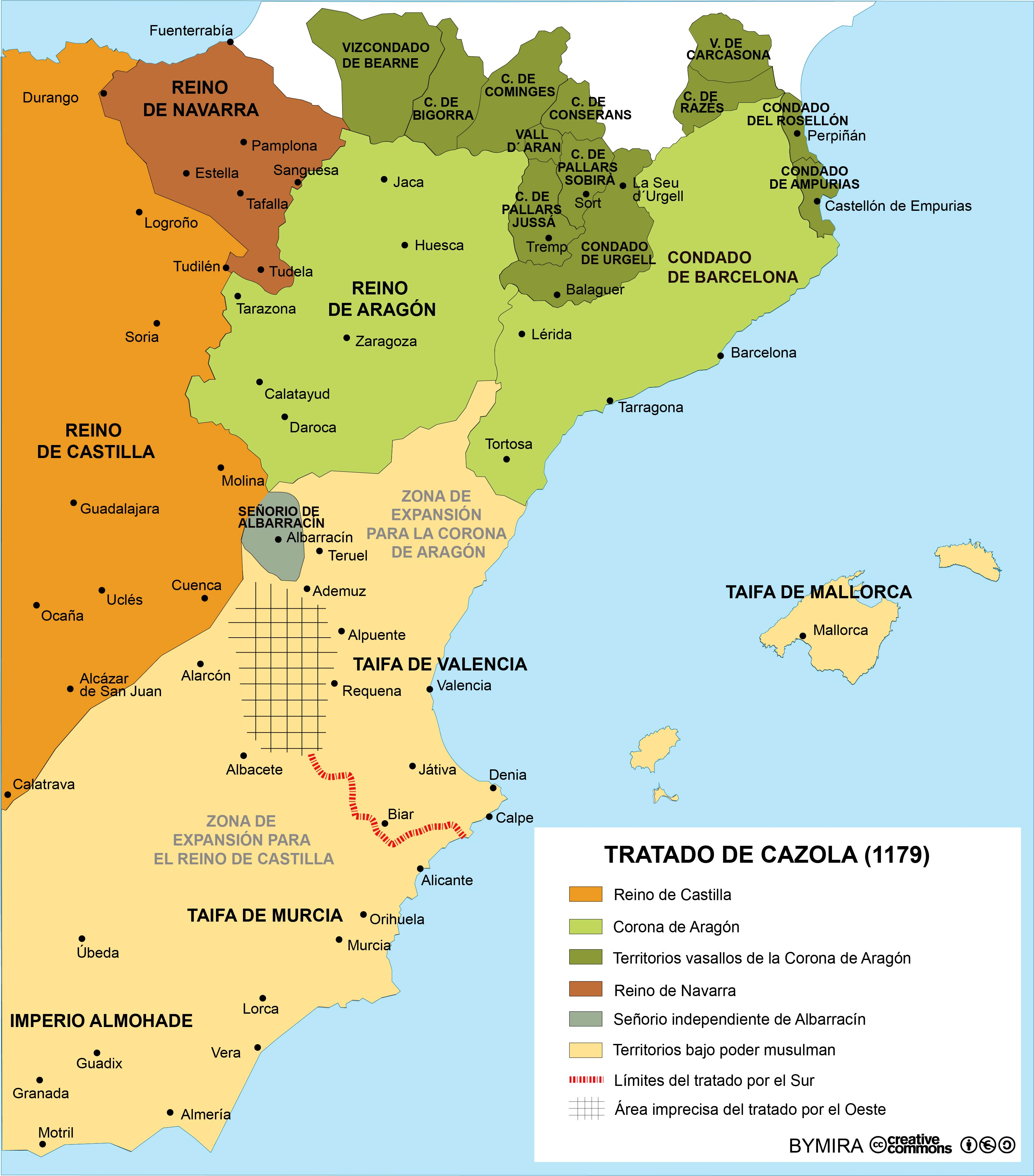
Mapa que muestra el reparto de Al-Ándalus entre las Coronas de Castilla y de Aragón establecido en el tratado de Cazola firmado por Alfonso VIII de Castilla y Alfonso II de Aragón (1179).

La unión dinástica entre el condado de Barcelona, que detenta la supremacía entre los condados catalanes ―el conde de Barcelona en algunos documentos empieza a ser denominado princeps―, y el reino de Aragón dará un nuevo impulso a su expansión, tanto hacia el sur como hacia el otro lado de los Pirineos ―hacia Occitania y Provenza en pugna con los condes de Tolosa―. Fruto de ello es que se completa la conquista de la Catalunya Nova con la toma de Tortosa (1148) y de Lérida (1149), se continua la expansión en las tierras al otro lado del Ebro y a continuación Ramón Berenguer IV firma en 1150 con Alfonso VII de Castilla y León el Tratado de Tudilén por el que se establecía el futuro reparto de Al-Ándalus entre ambas coronas ―Castilla renunciaba al valle del Ebro (Caspe y Teruel serán tomadas en 1170) y a la conquista de Valencia, a favor de Aragón―, acuerdos que fueron ratificados en el Tratado de Cazola de 1179.
En la ocupación del valle del Ebro se optó por conservar en ciudades y campos a la población musulmana ―los mudéjares―, aunque en el caso de las ciudades se pactó que los musulmanes pasado un año deberían abandonar sus casas y trasladarse a barrios extramuros, si bien podían conservar sus bienes muebles y las fincas de cultivo que tuvieran en los términos de la ciudad o en cualquier otra, y además conservaban sus mezquitas, sus jueces y sus leyes especiales ―aunque, se les prohíbe emigrar―. En cambio en las zonas de frontera ―la Extremadura aragonesa― las ciudades se cedieron a nobles que organizaron la «repoblación» y se concedieron fueros y privilegios para atraer pobladores cristianos. A cada una de estas ciudades se le asignará un extenso territorio para su vigilancia y defensa, que suele constar de una parte en poder del enemigo musulmán, lo que legitima las incursiones de pillaje y las cabalgadas.
En cuanto a la Catalunya Nova las primitivas formas repobladoras de la "aprisión" convivieron con la concesión de fortalezas o castillos a señores, que serán quienes organicen el poblamiento. Asimismo los condes de Barcelona y reyes de Aragón fundan importantes municipios, como los de Tortosa y Lérida, que gozan de extensos privilegios bajo su soberanía directa.

#### La expansión delsigloXIII: Mallorca, Valencia y Sicilia
La derrota que sufre el rey de Aragón y conde de Barcelona Pedro el Católico en la batalla de Muret en 1213 ―donde muere― pone fin a las aspiraciones catalano-aragonesas sobre Occitania, por lo que se renueva el interés por las tierras del sur y por las islas Baleares. Así, el hijo de Pedro el Católico, Jaime I (1213-1276) inicia la conquista de Mallorca, que tiene lugar entre 1229 y 1232 ―Ibiza será conquistada en 1235, y Menorca mucho más tarde, en 1287―, y la de Valencia, entre 1232 y 1245. En la ocupación de los dos nuevos reinos, Valencia y Mallorca, se recurrirá al sistema del repartiment.
A partir de las conquistas de Valencia y de Mallorca los soberanos de la Corona de Aragón desarrollaron una activa política de control del Mediterráneo Occidental y establecieron una especie de protectorado sobre los sultanatos del Magreb oriental (Túnez, Bugía, Tremecén) y se anexionaron Sicilia en 1282, donde desde 1296 reinará una rama de la casa condal de Barcelona.

## La organización política de los reinos cristianos

### La organización territorial

La península ibérica hacia 1400. Los reinos de la Corona de Castilla eran casi únicamente referencias históricas pues estaban sometidos a una misma ley y a unas mismas instituciones (a excepción del señorío de Vizcaya) y todos sus habitantes compartían una misma naturaleza. En cambio los tres reinos y el principado que formaban la Corona de Aragón tenían sus leyes e instituciones propias y sus habitantes eran naturales de sus estados respectivos por lo que eran «extranjeros» entre sí.

En la Corona de Castilla, término que comienza a emplearse tras la reunificación de los reinos de Castilla y León a principios del siglo XIII bajo Fernando III, los territorios de Al-Ándalus que fue incorporando recibieron el título de reinos (de Toledo, de Sevilla, de Córdoba, de Jaén, de Murcia) pero éstos no tendrán instituciones ni leyes propias y se regirán, por tanto, por las leyes de Castilla ―lo mismo sucede con el reino de Galicia―. La excepción la constituirán el Señorío de Vizcaya y, más tarde, los territorios de Guipúzcoa y de Álava.
En la Corona de Aragón, desde sus inicios se respetaron las instituciones y las leyes propias del condado de Barcelona y del reino de Aragón que a partir de su constitución estarán regidos por una misma dinastía. Al producirse la expansión de la Corona de Aragón dos nuevos estados se añadirán a la confederación catalano-aragonesa primitiva, a los que se dotarán de sus propias instituciones y leyes diferenciadas: el Reino de Mallorca y el Reino de Valencia. Mientras que el reino de Valencia fue incorporado plenamente a la Corona ―tenía sus propias Cortes, reunidas por primera vez en 1283, y se regía por sus propias leyes, "els Furs"―, el Reino de Mallorca entre 1276 y 1349 tuvo sus propios monarcas ya que al morir Jaime I lo heredó su segundo hijo Jaime (II de Mallorca), que se declaró vasallo de su hermano mayor Pedro III que había heredado el resto de estados de la Corona ―los reinos de Aragón y de Valencia y el condado de Barcelona―. Finalmente Pedro IV derrotó a Jaime III de Mallorca en 1349 y el reino se integró plenamente en la confederación al compartir un mismo rey ―el reino de Mallorca no tuvo Cortes propias porque sus reyes, al ser vasallos del monarca aragonés, acudían a las de Cataluña, cuya primera reunión había tenido lugar en 1213 sin distinguir los territorios de los antiguos condados―.

### Las instituciones

#### El rey
Los reinos cristianos siguieron el modelo de las Monarquías feudales europeas, donde el rey era un jefe guerrero que constituía el vértice de las relaciones de vasallaje que vinculaban entre sí a los señores que eran los que de hecho detentaban el poder político en sus respectivos territorios (los señoríos). Sin embargo, en los reinos peninsulares los reyes gozaron de mayores prerrogativas, pues, por ejemplo, siempre se reservaron la alta jurisdicción, y mantuvieron derechos y atribuciones exclusivos (regalías) como la titularidad sobre las minas y las salinas o la acuñación de moneda. En la Corona de Castilla, por ejemplo, los reyes adoptaron los símbolos de la realeza visigoda (corona, espada, cetro...) siendo proclamados mediante una ceremonia en alguna iglesia catedral. A pesar de todo, las relaciones de vasallaje entre el rey y los señores, tanto laicos como eclesiásticos, siguieran siendo determinantes en la vertebración del reino.
El rey convocaba a los señores a su corte para que cumplieran con sus obligaciones de vasallos (auxilium et consilium). Así se constituía la Curia, que asesoraba al rey en el gobierno del reino y era el más alto tribunal de justicia. En los diversos territorios de realengo ―es decir, los que estaban baja la jurisdicción directa de la Corona― el rey nombraba el merino ―así llamado en Castilla y en Navarra― o el Batlle o veguer ―en la Corona de Aragón― que era quien administraba las posesiones del rey (el "Real Patrimonio"), recaudaba las rentas e impuestos, reclutaba tropas e impartía justicia. Fuera de la jurisdicción real quedaban los señoríos laicos y eclesiásticos (solariegos y abadengos), donde los propios señores desempeñaban las funciones del rey y en ellos ni merinos ni batlles podían intervenir. Sin embargo, desde mediados del siglo XIII las monarquía feudales iniciaron un proceso de fortalecimiento del poder de la Corona frente a los señores y frente a las ciudades en el que desempeñará un papel clave la unificación legislativa inspirada en el derecho romano ya que éste daba mayores prerrogativas a la autoridad pública.

#### El reino: las Cortes

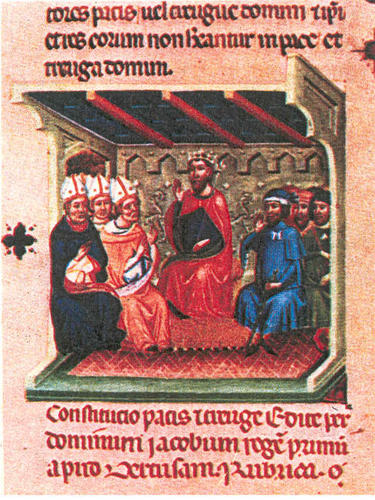
Reunión de las Cortes catalanas presididas por el rey de Aragón y conde de Barcelona Jaime I.

El resurgimiento urbano que se produce a partir del siglo XI tuvo como resultado que las ciudades tuvieran cada vez mayor peso, lo que dio nacimiento a las Cortes cuando el rey convocó también a su corte con carácter extraordinario, junto con los señores laicos y eclesiásticos, a los representantes de las ciudades y villas reales. Así, las Cortes se constituyeron en la asamblea de los representantes de los "brazos” (o estamentos) del reino, convocadas y presididas por el rey para discutir asuntos de interés general ―fundamentalmente la aprobación de nuevos impuestos ordinarios o de "servicios" (impuestos extraordinarios)― o para jurar al nuevo rey. Se reunieron por primera vez el año 1188 en el Reino de León ―se consideran las primeras de Europa―, un poco más tarde en el de Castilla, en 1218 en el Principado de Cataluña, en 1254 en el reino de Portugal, en 1274 en el reino de Aragón, en 1283 en el reino de Valencia, y en 1300 en el reino de Navarra.

#### Las relaciones entre rey y reino
En la Corona de Aragón el fortalecimiento del poder de los reyes sobre sus vasallos no se hizo por la vía de la imposición, sino como resultado de un pacto entre rey y reino que comportaba para el rey la obligación de respetar la ley y las Cortes. Esta concepción del poder político, denominada "pactismo", acaba imponiéndose debido a que la Monarquía no pudo financiar su política de expansión mediterránea con sus posesiones patrimoniales y se vio obligada a recurrir a las Cortes para la obtención de "subsidios" extraordinarios y éstas a cambio exigieron el reconocimiento de los privilegios y fueros de los estamentos allí representados. Un momento clave fue 1283 cuando el rey de Aragón y conde de Barcelona Pedro III, agobiado económica y políticamente, tras la anexión de Sicilia, concedió privilegios generales o constituciones por los que dotaba a sus Estados de unos ordenamientos jurídicos escritos que los monarcas no podían vulnerar.
En la Corona de Castilla sus Cortes tuvieron un papel limitado debido a que los reyes consiguieron una cierta independencia financiera al dotarse de un sistema impositivo independiente de los “servicios” extraordinarios votados en las Cortes, por lo que no tuvieron tanta necesidad de hacer concesiones para obtener el dinero que necesitaban.

## La cultura de los reinos cristianos durante la Plena Edad Media
La cultura peninsular en la Plena Edad Media siguió marcada por la religión cristiana, dado que la Iglesia mantuvo su preponderancia espiritual e ideológica. En el siglo XI se difundió la reforma cluniacense y en el siglo XII la de la Orden del Císter, que pretendían devolver la pureza a los monasterios benedictinos. En el siglo XIII, aparecen las órdenes mendicantes, como dominicos ―fundados por el castellano Domingo de Guzmán— y franciscanos, que fundan conventos en las ciudades.

El Camino de Santiago en 1035.

Durante este período se produce una mayor relación con la cultura del resto de la Europa cristiana gracias al Camino de Santiago o camino francés, por el que no sólo circulan peregrinos que van a visitar el sepulcro del Apóstol en Galicia, sino también ideas y creencias innovadoras. Una de las consecuencias de la intensificación de la relación con el resto de Europa fue la sustitución del rito mozárabe por el rito romano en los reinos de Castilla y León, así como la introducción del derecho canónico gregoriano que sustituyó al visigodo.
En los siglos XII y XIII se produce una renovación cultural alrededor de las escuelas episcopales de las ciudades y, sobre todo, de las universidades ―las primeras de Castilla fueron las de Palencia y Salamanca (1212 y 1218, respectivamente), y de la Corona de Aragón, la de  Lérida (1300)―. En ellas se impartió la escolástica ―unas enseñanzas en las que se intentaba armonizar la teología cristiana con la filosofía del griego antiguo Aristóteles―, y también se desarrollaron los estudios de derecho y medicina, además de las tradicionales trívium (gramática, dialéctica y retórica) y quadrivium (aritmética, geometría, astronomía y música).
Pero no sólo estuvo presente la cultura de raíz cristiana, aunque fue sin duda absolutamente dominante, sino que coexistió con la judía y la islámica. Se realizaron traducciones al latín o a lenguas romances de obras árabes, orientales o de la cultura greco-romana perdidas en Occidente. En esa labor destacó Toledo, gracias a la existencia de importantes comunidades de mudéjares, mozárabes y judíos que residían en la ciudad. Y la culminarían el rey castellano, Alfonso X, que por eso fue llamado "El Sabio", el mallorquín Ramon Llull, que utilizó tanto el árabe, el latín o el catalán para escribir sus obras, o el teólogo y médico valenciano Arnau de Vilanova, que conocía el árabe y el hebreo. El llamado arte mudéjar es otro ejemplo del contacto de lo cristiano con lo árabe. Se trata de edificios construidos en tierras cristianas con una enorme influencia musulmana en las formas y técnicas. Unos sobre una base románica (como la iglesia de San Román (Toledo)), otros sobre una base gótica (como las iglesias y torres mudéjares de Zaragoza y de Teruel).
Junto con el latín, a partir del siglo XIII las lenguas romances ―el castellano y el catalán, fundamentalmente, ya que son las lenguas de las cancillerías de ambas Coronas― se convierten también en lenguas de cultura: el Poema del Mío Cid, en castellano, data de principios del siglo XIII; el Llibre dels feits, de Jaime I, es la primera crónica escrita en catalán.
En cuanto al arte, en los siglos XI y XII se desarrolla el arte románico ―en los que destaca la catedral de Santiago de Compostela y el Monasterio de Ripoll, en arquitectura; los frescos de las  iglesias de Tahull y de San Isidoro de León, en pintura; y los capiteles de los claustros de varias monasterios y el Pórtico de la Gloria, en escultura) y durante el siglo XIII comienza a difundirse el arte gótico para la construcción de las catedrales de las pujantes ciudades castellanas (Burgos, León y Toledo).